# Ускюль
Ускюль (рос. Ускюль) — село у Татарському районі Новосибірської області Російської Федерації.
Входить до складу муніципального утворення Ускюльська сільрада. Населення становить 346 осіб (2010).

## Історія
Згідно із законом від 2 червня 2004 року органом місцевого самоврядування є Ускюльська сільрада.

## Населення
| 2002 | 2007 | 2010 |
| ---- | ---- | ---- |
| 536  | ↘508 | ↘346 |